# Shahbaz Khan Kamboh
Shahbaz Khan Kamboh (* 1529; † 11. November 1599) war der bedeutendste General des indischen Mogulreiches unter dem Großmogul Akbar I.
Er nahm an vielen der Feldzüge Akbars teil, u. a. gegen Rathod, Rana Pratap, Arab Bahadur und Bahadhur Khan-i-Shaibani, und eroberte dem Mogulreich mehrere Länder.
Ab 1583 war er Statthalter und Oberbefehlshaber von Bengalen, wo er mehrfach gegen Isha Khan kämpfte, vor allem am Brahmaputra und um die Provinzen Bihar und Dekkan.
Als strenggläubiger Sunnit entsprach Shahbaz Khan nicht den Vorstellungen Akbars, doch war er beim Herrscher wegen seiner Fähigkeiten in Militärwesen und Verwaltung hoch angesehen. Persönlich lebte er als Asket und wurde wegen seiner Wohltätigkeit gerühmt.